# Ярмарок штату (фільм, 1933)
Ярмарок штату (англ. State Fair) — американська комедійна драма режисера Генрі Кінга 1933 року. Кінокартина була номінована на дві премії «Оскар», як «Найкращий фільм» та «Найкращий адаптований сценарій» (Пол Ґрін та Соня Левін).

## Сюжет
Сім'я Фрейків вирушила на ярмарку в Айову. І поки мати з батьком брали участь у різноманітних змаганнях та конкурсах, їх син з дочкою знайшли свої другі половинки. Але чи надовго вистачить їх любові?

## У ролях
- Джанет Гейнор — Мардж Фрейк
- Вілл Роджерс — Ейбл Фрейк
- Лью Ейрс — Пет Гілберн
- Саллі Ейлерс — Емілі Джойс
- Норман Фостер — Вейн Фрейк
- Луїза Дрейсер — Меліса Фрейк